# 2025年亚洲场地自行车锦标赛
2025年亚洲场地自行车锦标赛是第44届亚洲场地自行车锦标赛，于2025年2月21日至27日在位于马来西亚汝来的马来西亚国家自行车馆进行。这是汝来继2023年再次举办该赛事。
由该届比赛开始，男子和女子个人追逐赛骑行距离都统一为4公里，男子和女子个人计时赛骑行距离都统一为1公里，男子和女子捕捉赛骑行距离都统一为10公里，男子和女子全能赛每个对应环节骑行距离都保持一致。

## 奖牌得主

### 男子
| 项目        | 金牌                                                                            | 银牌                                                    | 铜牌                                                                                                |
| 个人竞速赛  | 太田海也 · 日本（JPN）                                                          | 中野慎词 · 日本（JPN）                                  | 莫哈末·沙费道斯·沙隆 · 马来西亚（MAS）                                                              |
| 1公里计时赛 | 市田龙生都 · 日本（JPN）                                                        | 刘琦 · 中国（CHN）                                      | Kirill Kurdidi · 哈萨克斯坦（KAZ）                                                                  |
| 竞轮赛      | 中野慎词 · 日本（JPN）                                                          | 莫哈末·沙费道斯·沙隆 · 马来西亚（MAS）                  | 太田海也 · 日本（JPN）                                                                              |
| 个人追逐赛  | 洼木一茂 · 日本（JPN）                                                          | Mohammad Al-Mutaiwei · 阿拉伯联合酋长国（UAE）          | Min Kyeong-ho · 韩国（KOR）                                                                         |
| 记分赛      | 山本哲央 · 日本（JPN）                                                          | Alisher Zhumakan · 哈萨克斯坦（KAZ）                    | 繆正賢 · 中國香港（HKG）                                                                            |
| 捕捉赛      | Dmitriy Bocharov · 乌兹别克斯坦（UZB）                                          | 洼木一茂 · 日本（JPN）                                  | Terry Yudha Kusuma · 印尼（INA）                                                                    |
| 淘汰赛      | 桥本英也 · 日本（JPN）                                                          | 朴相訓 · 韩国（KOR）                                    | Bernard Van Aert · 印尼（INA）                                                                      |
| 全能赛      | 儿岛直树 · 日本（JPN）                                                          | Bernard Van Aert · 印尼（INA）                          | 李靖烽 · 中華臺北（TPE）                                                                            |
| 麦迪逊赛    | 日本（JPN） · 桥本英也 · 洼木一茂                                               | （KOR） · Kim Eu-ro · 朴相訓                            | 印度尼西亞（INA） · Terry Yudha Kusuma · Bernard Van Aert                                           |
| 团体竞速赛  | 日本（JPN） · 长迫吉拓 · 太田海也 · 中野慎词                                    | 中國（CHN） · 唐浩举 · 冯钰生 · 刘琦                    | 马来西亚（MAS） · Mohd Akmal Nazimi Jusena · Muhammad Ridwan Sahrom · 穆罕默德·法迪勒·穆赫德·佐尼斯 |
| 团体追逐赛  | （KOR） · Hong Seung-min · 朴相訓 · Kim Hyeon-seok · Min Kyeong-ho · Jang Su-ji | 日本（JPN） · 松田祥位 · 桥本英也 · 儿岛直树 · 洼木一茂 | （KAZ） · Alisher Zhumakan · Dmitriy Noskov · Мaxim Khoroshavin · Ilya Karabutov                    |

### 女子
| 项目        | 金牌                                                        | 银牌                                                                                       | 铜牌                                                |
| 个人竞速赛  | 佐藤水菜 · 日本（JPN）                                      | 郭裕芳 · 中国（CHN）                                                                       | Nurul Izzah Izzati Mohd Asri · 马来西亚（MAS）      |
| 1公里计时赛 | Nurul Izzah Izzati Mohd Asri · 马来西亚（MAS）              | 骆书艳 · 中国（CHN）                                                                       | Hwang Hyeon-seo · 韩国（KOR）                       |
| 竞轮赛      | Nurul Izzah Izzati Mohd Asri · 马来西亚（MAS）              | Kim Ha-eun · 韩国（KOR）                                                                   | 郭裕芳 · 中国（CHN）                                |
| 个人追逐赛  | 垣田真穗 · 日本（JPN）                                      | Shin Ji-eun · 韩国（KOR）                                                                  | 杨珍意 · 马来西亚（MAS）                            |
| 记分赛      | 垣田真穗 · 日本（JPN）                                      | Nur Aisyah Mohamad Zubir · 马来西亚（MAS）                                                 | Nafosat Kozieva · 乌兹别克斯坦（UZB）               |
| 捕捉赛      | 李思颖 · 中國香港（HKG）                                    | Nur Aisyah Mohamad Zubir · 马来西亚（MAS）                                                 | 水谷彩奈 · 日本（JPN）                              |
| 淘汰赛      | 内野艳和 · 日本（JPN）                                      | 李思颖 · 中國香港（HKG）                                                                   | Jang Su-ji · 韩国（KOR）                            |
| 全能赛      | 池田瑞纪 · 日本（JPN）                                      | 李思颖 · 中國香港（HKG）                                                                   | Nafosat Kozieva · 乌兹别克斯坦（UZB）               |
| 麦迪逊赛    | 日本（JPN） · 梶原悠未 · 内野艳和                           | 中國香港（HKG） · 李思颖 · 梁穎儀                                                          | （UZB） · Nafosat Kozieva · Asal Rizaeva            |
| 团体竞速赛  | 中國（CHN） · 鲍珊菊 · 郭裕芳 · 骆书艳                      | 马来西亚（MAS） · Anis Amira Rosidi · Nurul Izzah Izzati Mohd Asri · Nur Alyssa Mohd Farid | 日本（JPN） · 酒井亚纪 · 佐藤水菜 · 仲泽春香        |
| 团体追逐赛  | 日本（JPN） · Mizuki Ikeda · 内野艳和 · 梶原悠未 · 垣田真穗 | （KOR） · Shin Ji-eun · Jang Su-ji · Kim Min-jeong · Song Min-ji                           | 中國香港（HKG） · 李思颖 · 梁宝仪 · 梁穎儀 · 杨倩玉 |

## 奖牌榜
*   主办国家/地区（马来西亚）
| 排名                      | 国家 / 地区               | 金牌 | 銀牌 | 銅牌 | 总计 |
| ------------------------- | ------------------------- | ---- | ---- | ---- | ---- |
| 1                         | 日本                      | 15   | 4    | 3    | 22   |
| 2                         | 马来西亚*                 | 3    | 3    | 5    | 11   |
| 3                         |                           | 1    | 5    | 3    | 9    |
| 4                         | 中國                      | 1    | 4    | 1    | 6    |
| 5                         | 中國香港                  | 1    | 3    | 2    | 6    |
| 6                         |                           | 1    | 0    | 3    | 4    |
| 7                         | 印度尼西亞                | 0    | 1    | 3    | 4    |
| 8                         |                           | 0    | 1    | 1    | 2    |
| 9                         | 阿联酋                    | 0    | 1    | 0    | 1    |
| 10                        | 中華臺北                  | 0    | 0    | 1    | 1    |
| 总计（共10个国家 / 地区） | 总计（共10个国家 / 地区） | 22   | 22   | 22   | 66   |